# 杰拉切
杰拉切（義大利語：Gerace），是意大利雷焦卡拉布里亚省的一个市镇。总面积28平方公里，人口2833人，人口密度101.2人/平方公里（2009年）。ISTAT代码为080036。